# 竹平晃子
竹平 晃子（たけひら あきこ、1990年10月2日 - ）は、圭三プロダクション所属のフリーアナウンサー。元NHK横浜放送局のキャスター、元テレビ西日本報道部契約キャスター、リポーター。2022年12月までライムライトに所属し、横浜エフエム放送ニュースアナウンサーとしても活動。

## 経歴
- 宮崎県宮崎市出身。宮崎市立大宮中学校、宮崎県立宮崎北高等学校を卒業後、宮崎公立大学人文学部国際文化学科に進学。同大学在学中に宮崎市の観光大使である宮崎サンシャインレディ2010を務める[1]。テレビ朝日アスクにてアナウンス技術を学ぶ[2]。
- 2013年、テレビ西日本へ入社。入社後は、『TNCスーパーニュース』のリポートや、土日・平日深夜の『TNCニュース』のキャスターを務めた。
- 2015年4月よりNHK横浜放送局にて契約キャスターに。主にNHK総合『ひるまえほっと』の制作・出演や、NHK横浜-FM『横浜サウンド☆クルーズ』のパーソナリティとして活動した。2020年3月をもってNHK横浜放送局を卒業。
- 2020年4月から2022年12月まで株式会社ライムライトに所属。[3]FMヨコハマのニュースアナウンサーとしても活動。
- 2023年1月より株式会社圭三プロダクションに所属。[4]
- フリーアナウンサーとしての他、ピアノと読み声 －紋音 －としても活動中(鶴見区民文化センターサルビアホール・アーティストバンク登録アーティスト)[5]。
- フリーアナウンサーとして、主にクラシックコンサートでのナビゲーターとしての活動が多く、NHK交響楽団・神奈川フィルハーモニー管弦楽団・宮崎国際音楽祭・フェスタサマーミューザKAWASAKIなどのナビゲーターを担当している。

## 人物
- 中学1年の時、第20回NHK杯全国中学校放送コンテスト宮崎県予選の朗読部門で優秀賞を受賞[6]。部活では陸上競技部に所属し、短距離やリレー、砲丸投げの種目に出場していた。
- 高校3年の時、宮崎県独唱独奏コンクールの声楽部門に出場し銅賞を受賞。
- 大学2年より、宮崎市の観光大使である宮崎サンシャインレディ2010を務め、県内外の祭りやイベント、プロ野球のキャンプなどで活動。2011年7月の『まつり えれこっちゃみやざき』にて宮崎サンシャインレディ2010を卒業と同時に宮崎観光親善レディに任命される。2013年5月をもって宮崎観光親善レディを卒業。大学在学中はチアダンス部に所属。
- 趣味は、歌舞伎を観ること。SNSのアカウント名に「いつも歌舞伎座かコンサートホールにいるアナウンサー」と表記するほど、熱心なファン。澤瀉屋の女形・市川笑也丈のファンクラブ会員。[7]

## 出演番組
過去
テレビ
- 『TNCスーパーニュース 』- ニュースリポート
- 『TNCニュース』 - ローテーション
- NHK総合『ひるまえほっと』
- NHK総合『首都圏ネットワーク』
- NHK総合『おはよう日本』

ラジオ
- NHK-FM『定時ニュース』
- NHK-FM『横浜サウンド☆クルーズ』- クラシック・舞台芸術コーナー
- ラジオ第一放送『にっぽん列島夕方ラジオはま☆キラ！』
- FMヨコハマ ニュースアナウンサー（2021年9月 - 2022年12月）

司会等
- 『宮崎国際音楽祭「子どものための音楽会」』
- 『フェスタサマーミューザ KAWASAKI』ライブ配信バックステージナビゲーター
- 『N響ウェルカムコンサート』
- 『ラグビーワールドカップ2019 日本大会 BS 8 K / BS 4 K パブリックビューイング』
- 『ラグビーワールドカップ2019 日本大会「NHK みんなでラグビー」～ 筋肉体操とダンスで盛り上げマッスル ～』
- 『NHK 全国学校音楽コンクール神奈川県コンクール』
- 『NHK 横浜局スペシャルジャズライブ』
- 『わくわくブラス ♪ at 横浜音祭り 2019』
- 『わくわくブラス ♪ in みなとみらい』
- 『ひびきあたらし雅楽』
- 『神奈川芸術劇場 2017年度ラインナップ発表記者会見』
- 『横浜市南公会堂 1周年記念式典』
- 『神奈川フィルハーモニー管弦楽団コンサート』
- 『宮崎県延岡市主催 EAT Nobeoka in ENEKO Tokyo』
- 『ヨコハマ物語を語る ～大和和紀スペシャルトークショー～』 モデレーター
- 『横浜能楽堂 風雅と無常ー修羅能の世界ー』 ナビゲーター/モデレーター